# جمال النصافي
بدأ جمال النصافى الرشيدي  العلمية والعملية بالعديد من الأماكن والدول متطلعا دائما للمزيد املا في الأفضل بحثا عن أشياء كثيره ساهمت في تكوين شخصيته السياسية التي تعمل دائما من اجل مجد الكويت وشعبها ورفع شانها وشأن ابنائها.

## بدايته
فبعد ترعرعه في بيئه يقلب عليها الطابع الفلسطيني في منطقة الفروانية وتأثره بالقضايا القومية وعلي رأسها قضية فلسطين ومشاركتة في مسيرة الشارع الفلسطيني إلى دخوله المعترك الجامعي والتحاقة في بلدية الكويت إلى مساهمته في العديد من المؤتمرات الدولية التي تختص بالمصير الدولي ومؤتمرات خاصة بالحفاظ على السلام العالمي والمزيد من المؤتمرات التي تجمع بين الشرق والغرب والعديد من المؤتمرات التي تختص بالعرب والمسلمين من خلال عمله بالسلك الدبلوماسي لاحقا علي اثر حصوله درجة البكالوريوس في العلوم السياسية والاقتصاد من جامعة الكويت عام 1984 إلى ان أصبح ممثلا لحضرة صاحب السمو الأمير الراحل الشيخ جابر الأحمد الصباح ليتولى منصب السفير لدى كلا من جمهورية اندونيسيا وسنغافوره في سن 34 عام 1998 وكان حينها أصغر سفير سنا.

## الحياة العملية
بدأ النصافي الحياة العملية الفعلية عام 1985 من خلال انخراطة بالعمل بالإدارة السياسية بوزارة الخارجية بدرجة ملحق دبلوماسي إلى مشاركتة ضمن وفد الكويت لدى اجتماعات الجمعية العامة للأمم المتحدة في عام 1986 وتحدثة أمام الجمعية العامة حول بعض البنود التي تم مناقشتها وطرحها حينها في بداية حياته العملية إلى عودتة إلى الكويت ومشاركتة في تنظيم «مؤتمر القمة الإسلامية» الخامس في عام 1987 وانتقالة في العمل لدى السفارة في باريس بدرجة سكرتير ثاني ليتول منصب المسئول السياسي والاعلامي ليتولى منصب نائب رئيس مجلس إدارة معهد العالم العربي في باريس ومشاركتة في العديد من المؤتمرات أبرزها مؤتمر الأسلحة الكيميائية والحوار العربي الأوربي إلى أن تم احتلال الكويت في أغسطس 1990 وساهم في الذود والدفاع عن قضايا الوطن وفضح الإدعائات وجرائم النظام العراقي حينها رغم ما كان يتلقاة من تهديدات بالاعتداء عليه من قبل مخابرات ذلك النظام البائد إلى أن تم تحرير دولة الكويت من براثن الغزو الغاشم وشارك حينها في لجنة الأمم المتحدة لترسيم الحدود الكويتية العراقية التي تكللت اعمالها بالنجاح بترسيمها الحدود البرية والبحريه عام 1995 إلى مشاركة لجنة ترسيم الحدود البحرية بين كل من الكويت والمملكة العربية السعودية وتولي منصب القائم بالاعمال بالنيابة أي نائب السفير في السفارة في باريس.
خلال هذه الفترة حصل النصافي علي درجة الماجستير في العلاقات الدولية والدبلوماسية في باريس وتكليفه في عام 1998 بمهام السفير لدى الجمهورية الاندونيسية وكسفيرا محال غير مقيم لدى جمهورية سنغافورا في الوقت نفسه وشهدت خلال فترة عملة العلاقات الثنائية بين البلدين تميزا ملحوظا توجت بزيارة الرئيس الاندونيسي حينها إلى الكويت وكان حينها أول رئيس منتخب بعد عهد الرئيس السابق سوهارتو.
عرف عن النصافي خلال فترة عمله هناك برعايتة بالأنشطة الإسلامية والخيرة التي تقوم بها جمعية إحياء التراث الإسلامي بالكويت والهيئة الخيرية الإسلامية العالمية وجمعية الإصلاح الاجتماعي ورعايتة الشخصية للايتام بما من شأنه خدمة صورة الكويت وسلط الاضواء علي قضايا الكويت وبالتحديد قضية الأسرى الكويتين والتعاطف الذي كان يبديه الشارع الاندنيسي بكافة قطاعاته بهذه الإنسانية إلى أن لقب بسفير الايتام بالشارع الاندونيسي وقلدته الرئيسه الاندنوسية وساما عاليا الأول من نوعها لسفير لدوله أجنبية.

## حياته السياسية
أنهى النصافي عملة في آسيا لتول مهام عمله في 2003 كسفير لدى جمهورية ألمانيا الاتحادية ومن ثم الانتقال الي الكويت منهيا خدمته في الخارج دامت قرابة العشرين عاما. حصل النصافي علي ميداليات وشهادة تقدير أبرزها ميدالية البابا يوحنا بولس الثاني بابا الفاتيكان وميدالية مجلس الشيوخ الفرنسي واخر تمثيل للسفير النصافي كان تمثيله لحضرة صاحب السمو الراحل الشيخ جابر الأحمد الصباح لدى إعلان قيام جمهورية تيمور الشرقية. تفرغ النصافي على إثر ذلك الي العمل السياسي داخل وطنه وفي الوقت الذي يحاول فيه انهاء اجراءت استقالته من السلك الدبلوماسي للاستعداد لمرحلة التعاطي السياسي داخل وطنه والمساهمة بما يملكه من خبرات في دعم وطنه ومجتمعه وأهله وذويه.